# Алан (герб)
Алан (пол. Alan, Allan, Allen) — польский дворянский герб.

## Происхождение
Герб происхождения британского. Принадлежал иностранному роду, в XVIII веке признанному в польском дворянстве.

## Описание
|                                                       | Na tarczy ściętej w polu górnym błękitnym pięcioramienna gwiazda złota pomiedzy dwiema muszlami srebrnemi, konchą ku górze; w polu zaś dolnem srebrnem dwie rzeki blękitne w poprzek jedna nad drugą. Nad koroną zawój skręcony z błękitnej i srebrnej materyi, na ktorym medal z wyobrażeniem psiej glowy. Tarczę podtrzymują dwa psy. (пол.) |  | На щите усечённом в поле верхнем голубом пятиконечная звезда золотая между двумя раковинами серебряными. В поле же нижнем серебряным две реки голубые поперёк, одна над другой. Над короной тюрбан скрученный из голубой и серебряной материи, на котором медаль с изображением собачьей головы. Щит поддерживают две собаки. |  |
| Juliusz Ostrowski: Księga herbowa rodów polskich, T.2 | |  | |  |

## Роды — носители герба
Алан, Аллан, Аллен.